# نتريد الفاناديوم
 نتريد الفاناديوم مركب كيميائي له الصيغة VN ، ويكون على شكل مسحوق بلوري أسود .